# Glénat (editora)
Glénat é uma editora de histórias em quadrinhos fundada por Jacques Glénat que atua na França e na Espanha.

## Prêmios
- 1974: Best French Publisher, no Angoulême International Comics Festival, França